# Mainline Publications
Mainline Productions est une ancienne maison d'édition fondée par Jack Kirby et Joe Simon en 1953. Son existence fut de courte de durée car son distributeur ayant fait faillite, elle ne put le remplacer et fit aussi faillite.

## Histoire
En 1953, Jack Kirby et Joe Simon travaillent pour Crestwood Publications mais tous deux jugent que l'éditeur les spolie de sommes importantes. Malgré un accord financier, Kirby et Simon décident de quitter Crestwood et de fonder leur propre maison d'édition en 1954 qu'ils nomment Mainline Productions. Quatre séries sont lancées : Bulls Eye (western), Police Trap (policier), In Love (romance) et Foxhole (guerre). Le distributeur qu'ils choisissent est Leader News, qui travaille aussi avec EC Comics. Lorsqu'une commission sénatoriale enquête pour savoir s'il existe des liens entre la lecture de comics et la délinquance juvénile, les éditeurs, craignant la mise en place d'une censure d'état, décident de créer un organisme d'auto-censure le Comics Code Authority. Cette décision amène la disparition des comics publiés par EC puisque ceux-ci ne répondent pas aux exigences de moralité édictées par le Comics Code. La fin des EC Comics entraîne la faillite de Leader News et par ricochet celle de Mainline. Mainline n'a publié que 4 ou 5 numéros de chaque comics. En 1955, les droits des séries sont rachetés par Charlton Comics qui continue la publication des séries mais sur deux numéros seulement.